# Élections municipales de 2014 dans la Sarthe
Les élections municipales dans la Sarthe se sont déroulées les 23 et 30 mars 2014.

## Maires sortants et maires élus
Le scrutin est marqué par une stabilité politique relative. Maintenue au Mans et La Flèche, la gauche essuie cependant des revers à Château-du-Loir, Le Lude, Mamers, Moncé-en-Belin, Ruaudin, Saint-Calais et Yvre-L’Evêque. La droite demeure majoritaire dans le département. L’UDI se maintient à Bessé-sur-Braye et le MoDem à Ecommoy.
| Commune                 | Population | Maire sortant         | Parti | Parti | Maire élu                 | Parti | Parti |
| ----------------------- | ---------- | --------------------- | ----- | ----- | ------------------------- | ----- | ----- |
| Allonnes                | 11 195     | Gilles Leproust       |       | FG    | Gilles Leproust           |       | FG    |
| Arnage                  | 5 131      | André Langevin        |       | PS    | Thierry Cozic             |       | PS    |
| Aubigné-Racan           | 2 132      | Michel Royer          |       | DVD   | Michel Royer              |       | DVD   |
| Beaumont-sur-Sarthe     | 2 127      | François Robin        |       | DVD   | François Robin            |       | DVD   |
| Bessé-sur-Braye         | 2 301      | Michel Leroy          |       | UDI   | Jacques Lacoche           |       | UDI   |
| Bonnétable              | 3 955      | Christian Fleury      |       | DVD   | Jean-Pierre Vogel         |       | DVD   |
| Bouloire                | 2 052      | Jean-Marie Bouché     |       | DVD   | Jean-Marie Bouché         |       | DVD   |
| Brette-les-Pins         | 2 131      | Bernard Lair          |       | DVG   | Bernard Lair              |       | DVG   |
| Cérans-Foulletourte     | 3 272      | Gérard Dufour         |       | DVD   | Gérard Dufour             |       | DVD   |
| Champagné               | 3 795      | Catherine Chevalier   |       | FG    | Catherine Chevalier       |       | FG    |
| Changé                  | 6 289      | Joël Georges          |       | DVG   | Joël Georges              |       | DVG   |
| Château-du-Loir         | 4 732      | Michel Auville        |       | DVG   | Béatrice Pavy             |       | UMP   |
| Connerré                | 2 893      | Christophe Chaudun    |       | PS    | Christophe Chaudun        |       | PS    |
| Coulaines               | 7 558      | Christophe Rouillon   |       | PS    | Christophe Rouillon       |       | PS    |
| Écommoy                 | 4 679      | Sébastien Gouhier     |       | MoDem | Sébastien Gouhier         |       | MoDem |
| Étival-lès-le-Mans      | 2 021      | Emmanuel Franco       |       | DVD   | Emmanuel Franco           |       | DVD   |
| Fresnay-sur-Sarthe      | 2 138      | Dominique Émery       |       | UMP   | Fabienne Labrette-ménager |       | UMP   |
| Guécélard               | 2 793      | Maurice Desbordes     |       | DVG   | Yves Tessier              |       | DVG   |
| La Bazoge               | 3 642      | Christian Baligand    |       | DVD   | Christian Baligand        |       | DVD   |
| La Chapelle-Saint-Aubin | 2 133      | Martine Launay        |       | DVD   | Joël Le Bolu              |       | DVD   |
| La Ferté-Bernard        | 9 154      | Jean-Carles Grelier   |       | UMP   | Jean-Carles Grelier       |       | UMP   |
| La Flèche               | 15 108     | Guy-Michel Chauveau   |       | PS    | Guy-Michel Chauveau       |       | PS    |
| La Milesse              | 2 377      | Benoît Charvet        |       | PS    | Claude Loriot             |       | DVG   |
| La Suze-sur-Sarthe      | 4 286      | Jean-Luc Godefroy     |       | DVD   | Emmanuel D'aillières      |       | DVD   |
| Laigné-en-Belin         | 2 374      | Nathalie Dupont       |       | DVD   | Nathalie Dupont           |       | DVD   |
| Le Grand-Lucé           | 2 007      | Pascal Dupuis         |       | DVD   | Pascal Dupuis             |       | DVD   |
| Le Lude                 | 3 999      | Monique Thermeau      |       | DVG   | Louis-Jean de Nicolaÿ     |       | UMP   |
| Le Mans                 | 143 240    | Jean-Claude Boulard   |       | PS    | Jean-Claude Boulard       |       | PS    |
| Loué                    | 2 162      | Dominique Croyeau     |       | DVG   | Dominique Croyeau         |       | DVG   |
| Mamers                  | 5 464      | Michel Corbin         |       | PS    | Frédéric Beauchef         |       | UMP   |
| Marolles-les-Braults    | 2 147      | Nicole Agasse         |       | UMP   | Jean-Michel Lefebvre      |       | UMP   |
| Mayet                   | 3 194      | Jean Paul Beaudouin   |       | DVD   | Jean Paul Beaudouin       |       | DVD   |
| Moncé-en-Belin          | 3 420      | Michel Freslon        |       | PS    | Didier Pean               |       | DVD   |
| Montfort-le-Gesnois     | 3 064      | Paul Glinche          |       | DVD   | Paul Glinche              |       | DVD   |
| Mulsanne                | 4 409      | Jean-Claude Ferre     |       | DVD   | Jean-Yves Lecoq           |       | DVD   |
| Neuville-sur-Sarthe     | 2 388      | Véronique Cantin      |       | DVD   | Véronique Cantin          |       | DVD   |
| Noyen-sur-Sarthe        | 2 632      | Jean Louis Coutanceau |       | DVG   | Jean-Louis Morice         |       | DVG   |
| Parcé-sur-Sarthe        | 2 109      | Jacques Estival       |       | UDI   | Michel Gendry             |       | DVD   |
| Parigné-l'Évêque        | 4 811      | Guy Lubias            |       | PS    | Guy Lubias                |       | PS    |
| Précigné                | 3 106      | Francis Plot          |       | DVD   | Jean-François Zalesny     |       | DVD   |
| Roézé-sur-Sarthe        | 2 828      | Michel Bonhommet      |       | DVD   | Catherine Taureau         |       | DVD   |
| Rouillon                | 2 234      | Daniel Lecroc         |       | DVD   | Gilles Josselin           |       | DVD   |
| Ruaudin                 | 3 347      | Alain Delafoy         |       | PS    | Samuel Chevallier         |       | DVD   |
| Sablé-sur-Sarthe        | 12 324     | Marc Joulaud          |       | UMP   | Marc Joulaud              |       | UMP   |
| Saint-Calais            | 3 357      | Michel Letellier-Canu |       | DVG   | Léonard Gaschet           |       | DVD   |
| Saint-Gervais-en-Belin  | 2 112      | Bruno Lecomte         |       | DVG   | Bruno Lecomte             |       | DVG   |
| Saint-Mars-d'Outillé    | 2 285      | Laurent Taupin        |       | DVD   | Laurent Taupin            |       | DVD   |
| Saint-Mars-la-Brière    | 2 450      | Claude Drouaux        |       | DVG   | Patrice Vernhettes        |       | DVG   |
| Saint-Saturnin          | 2 528      | Bruno Jannin          |       | DVD   | Yvan Goulette             |       | DVD   |
| Sainte-Jamme-sur-Sarthe | 2 080      | Bernard Pleuvry       |       | DVG   | Jean-Luc Suhard           |       | DVG   |
| Sargé-lès-le-Mans       | 3 509      | Marcel Mortreau       |       | DVD   | Marcel Mortreau           |       | DVD   |
| Savigné-l'Évêque        | 4 025      | Philippe Metivier     |       | UMP   | Philippe Metivier         |       | UMP   |
| Sillé-le-Guillaume      | 2 367      | Jean-Marie Hoguet     |       | DVD   | Gérard Galpin             |       | DVD   |
| Spay                    | 2 890      | Marc Gabay            |       | DVD   | Jean-Yves Avignon         |       | DVD   |
| Teloché                 | 3 020      | Françoise Gaignon     |       | DVG   | Gérard Lambert            |       | DVG   |
| Vibraye                 | 2 613      | Jacky Breton          |       | DVG   | Jean-Marc Blot            |       | DVG   |
| Yvré-l'Évêque           | 4 336      | Jean-Luc Fontaine     |       | PS    | Dominique Aubin           |       | DVD   |

### Résultats en nombre de maires
| Partis       | Partis                            | Maires sortants | Maires élus | Évolution     |
| ------------ | --------------------------------- | --------------- | ----------- | ------------- |
|              | Divers droite                     | 23              | 28          | 5             |
|              | Union pour un mouvement populaire | 5               | 8           | 3             |
|              | UDI                               | 2               | 1           | 1             |
| Total droite | Total droite                      | 30              | 37          | 7             |
|              | Divers gauche                     | 12              | 10          | 2             |
|              | Parti socialiste                  | 11              | 6           | 5             |
|              | FG-PCF                            | 3               | 3           | en stagnation |
| Total gauche | Total gauche                      | 26              | 19          | 7             |
|              | MODEM                             | 1               | 1           | en stagnation |
| Total centre | Total centre                      | 1               | 1           | en stagnation |
| Total        | Total                             | 57              | 57          | -             |

## Résultats dans les communes de plus de2 000 habitants

### Allonnes
- Maire sortant : Gilles Leproust (FG)
- 33 sièges à pourvoir au conseil municipal (population légale 2011 : 11 195 habitants)
- 7 sièges à pourvoir au conseil communautaire (CU Le Mans Métropole)

|                          | Gilles Leproust * | PCF-PS-EELV    | 1 886 | 50,56  | 25 | 6 |  |  |
|                          | Guy Favennec      | DVD            | 1 844 | 49,43  | 8  | 1 |  |  |
|                          |                   |                |       |        |    |   |  |  |
| Inscrits                 | Inscrits          | Inscrits       | 7 465 | 100,00 |    |   |  |  |
| Abstentions              | Abstentions       | Abstentions    | 3 498 | 46,86  |    |   |  |  |
| Votants                  | Votants           | Votants        | 3 967 | 53,14  |    |   |  |  |
| Blancs et nuls           | Blancs et nuls    | Blancs et nuls | 237   | 5,97   |    |   |  |  |
| Exprimés                 | Exprimés          | Exprimés       | 3 730 | 94,03  |    |   |  |  |
| * Liste du maire sortant |                   |                |       |        |    |   |  |  |

### Arnage
- Maire sortant : André Langevin (PS)
- 29 sièges à pourvoir au conseil municipal (population légale 2011 : 5 131 habitants)
- 3 sièges à pourvoir au conseil communautaire (CU Le Mans Métropole)

|                | Thierry Cozic  | PS             | 1 812 | 100,00 | 29 | 3 |  |  |
|                |                |                |       |        |    |   |  |  |
| Inscrits       | Inscrits       | Inscrits       | 4 374 | 100,00 |    |   |  |  |
| Abstentions    | Abstentions    | Abstentions    | 2 001 | 45,75  |    |   |  |  |
| Votants        | Votants        | Votants        | 2 373 | 54,25  |    |   |  |  |
| Blancs et nuls | Blancs et nuls | Blancs et nuls | 561   | 23,64  |    |   |  |  |
| Exprimés       | Exprimés       | Exprimés       | 1 812 | 76,36  |    |   |  |  |

### Aubigné-Racan
- Maire sortant : Michel Royer
- 19 sièges à pourvoir au conseil municipal (population légale 2011 : 2 132 habitants)
- 6 sièges à pourvoir au conseil communautaire (CC Sud Sarthe)

|                          | Michel Royer * | DVD            | 761   | 100,00 | 19 | 6 |  |  |
|                          |                |                |       |        |    |   |  |  |
| Inscrits                 | Inscrits       | Inscrits       | 1 737 | 100,00 |    |   |  |  |
| Abstentions              | Abstentions    | Abstentions    | 709   | 40,82  |    |   |  |  |
| Votants                  | Votants        | Votants        | 1 028 | 59,18  |    |   |  |  |
| Blancs et nuls           | Blancs et nuls | Blancs et nuls | 267   | 25,97  |    |   |  |  |
| Exprimés                 | Exprimés       | Exprimés       | 761   | 74,03  |    |   |  |  |
| * Liste du maire sortant |                |                |       |        |    |   |  |  |

### Beaumont-sur-Sarthe
- Maire sortant : François Robin
- 19 sièges à pourvoir au conseil municipal (population légale 2011 : 2 127 habitants)
- 8 sièges à pourvoir au conseil communautaire (CC Haute Sarthe Alpes Mancelles)

|                          | François Robin *       | DVD            | 509   | 53,91  | 15 | 6 |  |  |
|                          | Catherine Moget-cosson | MoDem          | 435   | 46,08  | 4  | 2 |  |  |
|                          |                        |                |       |        |    |   |  |  |
| Inscrits                 | Inscrits               | Inscrits       | 1 305 | 100,00 |    |   |  |  |
| Abstentions              | Abstentions            | Abstentions    | 318   | 24,37  |    |   |  |  |
| Votants                  | Votants                | Votants        | 987   | 75,63  |    |   |  |  |
| Blancs et nuls           | Blancs et nuls         | Blancs et nuls | 43    | 4,36   |    |   |  |  |
| Exprimés                 | Exprimés               | Exprimés       | 944   | 95,64  |    |   |  |  |
| * Liste du maire sortant |                        |                |       |        |    |   |  |  |

### Bessé-sur-Braye
- Maire sortant : Michel Leroy
- 19 sièges à pourvoir au conseil municipal (population légale 2011 : 2 301 habitants)
- 5 sièges à pourvoir au conseil communautaire (CC des Vallées de la Braye et de l'Anille)

|                | Jacques Lacoche | UDI            | 771   | 100,00 | 19 | 5 |  |  |
|                |                 |                |       |        |    |   |  |  |
| Inscrits       | Inscrits        | Inscrits       | 1 767 | 100,00 |    |   |  |  |
| Abstentions    | Abstentions     | Abstentions    | 659   | 37,29  |    |   |  |  |
| Votants        | Votants         | Votants        | 1 108 | 62,71  |    |   |  |  |
| Blancs et nuls | Blancs et nuls  | Blancs et nuls | 337   | 30,42  |    |   |  |  |
| Exprimés       | Exprimés        | Exprimés       | 771   | 69,58  |    |   |  |  |

### Bonnétable
- Maire sortant : Christian Fleury
- 27 sièges à pourvoir au conseil municipal (population légale 2011 : 3 955 habitants)
- 9 sièges à pourvoir au conseil communautaire (CC Maine Saosnois)

|                | Jean-Pierre Vogel | DVD            | 1 243 | 62,11  | 22 | 8 |  |  |
|                | Joseph Carreno    | DVG            | 444   | 22,18  | 3  | 1 |  |  |
|                | Pascal Yvon       | DVD            | 314   | 15,69  | 2  |   |  |  |
|                |                   |                |       |        |    |   |  |  |
| Inscrits       | Inscrits          | Inscrits       | 2 970 | 100,00 |    |   |  |  |
| Abstentions    | Abstentions       | Abstentions    | 908   | 30,57  |    |   |  |  |
| Votants        | Votants           | Votants        | 2 062 | 69,43  |    |   |  |  |
| Blancs et nuls | Blancs et nuls    | Blancs et nuls | 61    | 2,96   |    |   |  |  |
| Exprimés       | Exprimés          | Exprimés       | 2 001 | 97,04  |    |   |  |  |

### Bouloire
- Maire sortant : Jean-Marie Bouché
- 19 sièges à pourvoir au conseil municipal (population légale 2011 : 2 052 habitants)
- 6 sièges à pourvoir au conseil communautaire (CC Le Gesnois Bilurien)

|                          | Jean-Marie Bouché * | SE             | 585   | 100,00 | 19 | 6 |  |  |
|                          |                     |                |       |        |    |   |  |  |
| Inscrits                 | Inscrits            | Inscrits       | 1 671 | 100,00 |    |   |  |  |
| Abstentions              | Abstentions         | Abstentions    | 709   | 42,43  |    |   |  |  |
| Votants                  | Votants             | Votants        | 962   | 57,57  |    |   |  |  |
| Blancs et nuls           | Blancs et nuls      | Blancs et nuls | 377   | 39,19  |    |   |  |  |
| Exprimés                 | Exprimés            | Exprimés       | 585   | 60,81  |    |   |  |  |
| * Liste du maire sortant |                     |                |       |        |    |   |  |  |

### Brette-les-Pins
- Maire sortant : Bernard Lair
- 19 sièges à pourvoir au conseil municipal (population légale 2011 : 2 131 habitants)
- 4 sièges à pourvoir au conseil communautaire (CC du Sud-Est du Pays Manceau)

|                          | Bernard Lair * | DVG            | 712   | 100,00 | 19 | 4 |  |  |
|                          |                |                |       |        |    |   |  |  |
| Inscrits                 | Inscrits       | Inscrits       | 1 484 | 100,00 |    |   |  |  |
| Abstentions              | Abstentions    | Abstentions    | 589   | 39,69  |    |   |  |  |
| Votants                  | Votants        | Votants        | 895   | 60,31  |    |   |  |  |
| Blancs et nuls           | Blancs et nuls | Blancs et nuls | 183   | 20,45  |    |   |  |  |
| Exprimés                 | Exprimés       | Exprimés       | 712   | 79,55  |    |   |  |  |
| * Liste du maire sortant |                |                |       |        |    |   |  |  |

### Cérans-Foulletourte
- Maire sortant : Gérard Dufour
- 23 sièges à pourvoir au conseil municipal (population légale 2011 : 3 272 habitants)
- 7 sièges à pourvoir au conseil communautaire (CC du Val de Sarthe)

|                          | Gérard Dufour * | DVD            | 926   | 100,00 | 23 | 7 |  |  |
|                          |                 |                |       |        |    |   |  |  |
| Inscrits                 | Inscrits        | Inscrits       | 2 376 | 100,00 |    |   |  |  |
| Abstentions              | Abstentions     | Abstentions    | 1 061 | 44,65  |    |   |  |  |
| Votants                  | Votants         | Votants        | 1 315 | 55,35  |    |   |  |  |
| Blancs et nuls           | Blancs et nuls  | Blancs et nuls | 389   | 29,58  |    |   |  |  |
| Exprimés                 | Exprimés        | Exprimés       | 926   | 70,42  |    |   |  |  |
| * Liste du maire sortant |                 |                |       |        |    |   |  |  |

### Champagné
- Maire sortant : Catherine Chevalier
- 27 sièges à pourvoir au conseil municipal (population légale 2011 : 3 795 habitants)
- 2 sièges à pourvoir au conseil communautaire (CU Le Mans Métropole)

|                          | Patrick Desmazieres   | DVD            | 804   | 50,12  | 21 | 2 |  |  |
|                          | Catherine Chevalier * | FG             | 800   | 49,87  | 6  |   |  |  |
|                          |                       |                |       |        |    |   |  |  |
| Inscrits                 | Inscrits              | Inscrits       | 2 440 | 100,00 |    |   |  |  |
| Abstentions              | Abstentions           | Abstentions    | 759   | 31,11  |    |   |  |  |
| Votants                  | Votants               | Votants        | 1 681 | 68,89  |    |   |  |  |
| Blancs et nuls           | Blancs et nuls        | Blancs et nuls | 77    | 4,58   |    |   |  |  |
| Exprimés                 | Exprimés              | Exprimés       | 1 604 | 95,42  |    |   |  |  |
| * Liste du maire sortant |                       |                |       |        |    |   |  |  |

### Changé
- Maire sortant : Joël Georges (FG)
- 29 sièges à pourvoir au conseil municipal (population légale 2011 : 6 289 habitants)
- 11 sièges à pourvoir au conseil communautaire (CC du Sud-Est du Pays Manceau)

|                          | Joël Georges *           | DVG            | 1 814 | 55,12  | 23 | 9 |  |  |
|                          | Arnauld De Saint Riquier | UMP-UDI        | 897   | 27,25  | 4  | 1 |  |  |
|                          | Olivier Beslier          | UMP            | 580   | 17,62  | 2  | 1 |  |  |
|                          |                          |                |       |        |    |   |  |  |
| Inscrits                 | Inscrits                 | Inscrits       | 5 138 | 100,00 |    |   |  |  |
| Abstentions              | Abstentions              | Abstentions    | 1 746 | 33,98  |    |   |  |  |
| Votants                  | Votants                  | Votants        | 3 392 | 66,02  |    |   |  |  |
| Blancs et nuls           | Blancs et nuls           | Blancs et nuls | 101   | 2,98   |    |   |  |  |
| Exprimés                 | Exprimés                 | Exprimés       | 3 291 | 97,02  |    |   |  |  |
| * Liste du maire sortant |                          |                |       |        |    |   |  |  |

### Château-du-Loir
- Maire sortant : Michel Auville
- 27 sièges à pourvoir au conseil municipal (population légale 2011 : 4 732 habitants)
- 9 sièges à pourvoir au conseil communautaire (CC Loir et Bercé)

|                          | Béatrice Pavy-morançais | UMP            | 1 308 | 64,94  | 23 | 8 |  |  |
|                          | Michel Auville *        | DVG            | 706   | 35,05  | 4  | 1 |  |  |
|                          |                         |                |       |        |    |   |  |  |
| Inscrits                 | Inscrits                | Inscrits       | 3 313 | 100,00 |    |   |  |  |
| Abstentions              | Abstentions             | Abstentions    | 1 163 | 35,10  |    |   |  |  |
| Votants                  | Votants                 | Votants        | 2 150 | 64,90  |    |   |  |  |
| Blancs et nuls           | Blancs et nuls          | Blancs et nuls | 136   | 6,33   |    |   |  |  |
| Exprimés                 | Exprimés                | Exprimés       | 2 014 | 93,67  |    |   |  |  |
| * Liste du maire sortant |                         |                |       |        |    |   |  |  |

### Connerré
- Maire sortant : Christophe Chaudun
- 23 sièges à pourvoir au conseil municipal (population légale 2011 : 2 893 habitants)
- 4 sièges à pourvoir au conseil communautaire (CC Le Gesnois Bilurien)

|                          | Christophe Chaudun * | PS             | 1 110 | 100,00 | 23 | 4 |  |  |
|                          |                      |                |       |        |    |   |  |  |
| Inscrits                 | Inscrits             | Inscrits       | 2 060 | 100,00 |    |   |  |  |
| Abstentions              | Abstentions          | Abstentions    | 701   | 34,03  |    |   |  |  |
| Votants                  | Votants              | Votants        | 1 359 | 65,97  |    |   |  |  |
| Blancs et nuls           | Blancs et nuls       | Blancs et nuls | 249   | 18,32  |    |   |  |  |
| Exprimés                 | Exprimés             | Exprimés       | 1 110 | 81,68  |    |   |  |  |
| * Liste du maire sortant |                      |                |       |        |    |   |  |  |

### Coulaines
- Maire sortant : Christophe Rouillon (PS)
- 29 sièges à pourvoir au conseil municipal (population légale 2011 : 7 558 habitants)
- 5 sièges à pourvoir au conseil communautaire (CU Le Mans Métropole)

|                          | Christophe Rouillon * | PS-PCF-EELV    | 1 480 | 53,23  | 23 | 4 |  |  |
|                          | Jacki Egbert          | UMP            | 978   | 35,17  | 5  | 1 |  |  |
|                          | Michel Duchatelet     | FG             | 322   | 11,58  | 1  |   |  |  |
|                          |                       |                |       |        |    |   |  |  |
| Inscrits                 | Inscrits              | Inscrits       | 5 022 | 100,00 |    |   |  |  |
| Abstentions              | Abstentions           | Abstentions    | 2 097 | 41,76  |    |   |  |  |
| Votants                  | Votants               | Votants        | 2 925 | 58,24  |    |   |  |  |
| Blancs et nuls           | Blancs et nuls        | Blancs et nuls | 145   | 4,96   |    |   |  |  |
| Exprimés                 | Exprimés              | Exprimés       | 2 780 | 95,04  |    |   |  |  |
| * Liste du maire sortant |                       |                |       |        |    |   |  |  |

### Écommoy
- Maire sortant : Sébastien Gouhier
- 27 sièges à pourvoir au conseil municipal (population légale 2011 : 4 679 habitants)
- 7 sièges à pourvoir au conseil communautaire (CC d'Orée de Bercé - Belinois)

| Tête de liste            | Tête de liste       | Liste          | Premier tour | Premier tour | Second tour | Second tour | Sièges | Sièges |
| Tête de liste            | Tête de liste       | Liste          | Voix         | %            | Voix        | %           | CM     | CC     |
| ------------------------ | ------------------- | -------------- | ------------ | ------------ | ----------- | ----------- | ------ | ------ |
|                          | Sébastien Gouhier * | MoDem          | 985          | 44,38        | 1 306       | 59,33       | 22     | 6      |
|                          | Rachel Beucher      | DVD            | 784          | 35,33        | 895         | 40,66       | 5      | 1      |
|                          | Muriel Fiez         | DVD            | 450          | 20,27        |             |             |        |        |
|                          |                     |                |              |              |             |             |        |        |
| Inscrits                 | Inscrits            | Inscrits       | 3 414        | 100,00       | 3 414       | 100,00      |        |        |
| Abstentions              | Abstentions         | Abstentions    | 1 104        | 32,34        | 1 124       | 32,92       |        |        |
| Votants                  | Votants             | Votants        | 2 310        | 67,66        | 2 290       | 67,08       |        |        |
| Blancs et nuls           | Blancs et nuls      | Blancs et nuls | 91           | 3,94         | 89          | 3,89        |        |        |
| Exprimés                 | Exprimés            | Exprimés       | 2 219        | 96,06        | 2 201       | 96,11       |        |        |
| * Liste du maire sortant |                     |                |              |              |             |             |        |        |

### Étival-lès-le-Mans
- Maire sortant : Emmanuel Franco
- 19 sièges à pourvoir au conseil municipal (population légale 2011 : 2 021 habitants)
- 3 sièges à pourvoir au conseil communautaire (CC du Val de Sarthe)

|                          | Emmanuel Franco * | DVD            | 949   | 77,02  | 17 | 3 |  |  |
|                          | Éric Jamet        | FG             | 283   | 22,97  | 2  |   |  |  |
|                          |                   |                |       |        |    |   |  |  |
| Inscrits                 | Inscrits          | Inscrits       | 1 711 | 100,00 |    |   |  |  |
| Abstentions              | Abstentions       | Abstentions    | 441   | 25,77  |    |   |  |  |
| Votants                  | Votants           | Votants        | 1 270 | 74,23  |    |   |  |  |
| Blancs et nuls           | Blancs et nuls    | Blancs et nuls | 38    | 2,99   |    |   |  |  |
| Exprimés                 | Exprimés          | Exprimés       | 1 232 | 97,01  |    |   |  |  |
| * Liste du maire sortant |                   |                |       |        |    |   |  |  |

### Fresnay-sur-Sarthe
- Maire sortant : Dominique Émery
- 19 sièges à pourvoir au conseil municipal (population légale 2011 : 2 138 habitants)
- 7 sièges à pourvoir au conseil communautaire (CC Haute Sarthe Alpes Mancelles)

|                | Fabienne Labrette-Ménager | UMP            | 618   | 62,67  | 16 | 6 |  |  |
|                | Georges Deltombe          | DVD            | 368   | 37,32  | 3  | 1 |  |  |
|                |                           |                |       |        |    |   |  |  |
| Inscrits       | Inscrits                  | Inscrits       | 1 543 | 100,00 |    |   |  |  |
| Abstentions    | Abstentions               | Abstentions    | 488   | 31,63  |    |   |  |  |
| Votants        | Votants                   | Votants        | 1 055 | 68,37  |    |   |  |  |
| Blancs et nuls | Blancs et nuls            | Blancs et nuls | 69    | 6,54   |    |   |  |  |
| Exprimés       | Exprimés                  | Exprimés       | 986   | 93,46  |    |   |  |  |

### Guécélard
- Maire sortant : Maurice Desbordes
- 23 sièges à pourvoir au conseil municipal (population légale 2011 : 2 793 habitants)
- 3 sièges à pourvoir au conseil communautaire (CC du Val de Sarthe)

|                | Yves Tessier   | DVG            | 917   | 100,00 | 23 | 3 |  |  |
|                |                |                |       |        |    |   |  |  |
| Inscrits       | Inscrits       | Inscrits       | 2 206 | 100,00 |    |   |  |  |
| Abstentions    | Abstentions    | Abstentions    | 1 054 | 47,78  |    |   |  |  |
| Votants        | Votants        | Votants        | 1 152 | 52,22  |    |   |  |  |
| Blancs et nuls | Blancs et nuls | Blancs et nuls | 235   | 20,40  |    |   |  |  |
| Exprimés       | Exprimés       | Exprimés       | 917   | 79,60  |    |   |  |  |

### La Bazoge
- Maire sortant : Christian Baligand
- 27 sièges à pourvoir au conseil municipal (population légale 2011 : 3 642 habitants)
- 8 sièges à pourvoir au conseil communautaire (CC Maine Cœur de Sarthe)

|                          | Christian Baligand * | DVD            | 1 147 | 61,27  | 23 | 7 |  |  |
|                          | Valérie Vannetzel    | DVD            | 506   | 27,02  | 3  | 1 |  |  |
|                          | Jérôme Delliere      | DVG            | 219   | 11,69  | 1  |   |  |  |
|                          |                      |                |       |        |    |   |  |  |
| Inscrits                 | Inscrits             | Inscrits       | 2 773 | 100,00 |    |   |  |  |
| Abstentions              | Abstentions          | Abstentions    | 841   | 30,33  |    |   |  |  |
| Votants                  | Votants              | Votants        | 1 932 | 69,67  |    |   |  |  |
| Blancs et nuls           | Blancs et nuls       | Blancs et nuls | 60    | 3,11   |    |   |  |  |
| Exprimés                 | Exprimés             | Exprimés       | 1 872 | 96,89  |    |   |  |  |
| * Liste du maire sortant |                      |                |       |        |    |   |  |  |

### La Chapelle-Saint-Aubin
- Maire sortant : Martine Launay
- 19 sièges à pourvoir au conseil municipal (population légale 2011 : 2 133 habitants)
- 2 sièges à pourvoir au conseil communautaire (CU Le Mans Métropole)

|                | Joël Le Bolu        | DVD            | 967   | 72,81  | 17 | 2 |  |  |
|                | Jean-Pierre Prigent | DVD            | 361   | 27,18  | 2  |   |  |  |
|                |                     |                |       |        |    |   |  |  |
| Inscrits       | Inscrits            | Inscrits       | 1 883 | 100,00 |    |   |  |  |
| Abstentions    | Abstentions         | Abstentions    | 530   | 28,15  |    |   |  |  |
| Votants        | Votants             | Votants        | 1 353 | 71,85  |    |   |  |  |
| Blancs et nuls | Blancs et nuls      | Blancs et nuls | 25    | 1,85   |    |   |  |  |
| Exprimés       | Exprimés            | Exprimés       | 1 328 | 98,15  |    |   |  |  |

### La Ferté-Bernard
- Maire sortant : Jean-Carles Grelier (UMP)
- 29 sièges à pourvoir au conseil municipal (population légale 2011 : 9 154 habitants)
- 17 sièges à pourvoir au conseil communautaire (CC du Pays de l'Huisne Sarthoise)

|                          | Jean-Carles Grelier * | DVD            | 2 595 | 76,16  | 26 | 15 |  |  |
|                          | Annette Moriette      | PS-PCF-EELV    | 812   | 23,83  | 3  | 2  |  |  |
|                          |                       |                |       |        |    |    |  |  |
| Inscrits                 | Inscrits              | Inscrits       | 6 111 | 100,00 |    |    |  |  |
| Abstentions              | Abstentions           | Abstentions    | 2 510 | 41,07  |    |    |  |  |
| Votants                  | Votants               | Votants        | 3 601 | 58,93  |    |    |  |  |
| Blancs et nuls           | Blancs et nuls        | Blancs et nuls | 194   | 5,39   |    |    |  |  |
| Exprimés                 | Exprimés              | Exprimés       | 3 407 | 94,61  |    |    |  |  |
| * Liste du maire sortant |                       |                |       |        |    |    |  |  |

### La Flèche
- Maire sortant : Guy-Michel Chauveau (DVG)
- 33 sièges à pourvoir au conseil municipal (population légale 2011 : 15 108 habitants)
- 21 sièges à pourvoir au conseil communautaire (CC du Pays Fléchois)

|                          | Guy-Michel Chauveau * | PS             | 3 468  | 53,08  | 26 | 17 |  |  |
|                          | Loïc Bardin           | UDI            | 1 568  | 24,00  | 4  | 2  |  |  |
|                          | Cédric Sillitto       | DVD            | 1 497  | 22,91  | 3  | 2  |  |  |
|                          |                       |                |        |        |    |    |  |  |
| Inscrits                 | Inscrits              | Inscrits       | 11 052 | 100,00 |    |    |  |  |
| Abstentions              | Abstentions           | Abstentions    | 4 144  | 37,50  |    |    |  |  |
| Votants                  | Votants               | Votants        | 6 908  | 62,50  |    |    |  |  |
| Blancs et nuls           | Blancs et nuls        | Blancs et nuls | 375    | 5,43   |    |    |  |  |
| Exprimés                 | Exprimés              | Exprimés       | 6 533  | 94,57  |    |    |  |  |
| * Liste du maire sortant |                       |                |        |        |    |    |  |  |

### La Milesse
- Maire sortant : Benoît Charvet
- 19 sièges à pourvoir au conseil municipal (population légale 2011 : 2 377 habitants)
- 2 sièges à pourvoir au conseil communautaire (CU Le Mans Métropole)

|                          | Claude Loriot    | DVG            | 837   | 69,75  | 16 | 2 |  |  |
|                          | Benoît Charvet * | PS             | 363   | 30,25  | 3  |   |  |  |
|                          |                  |                |       |        |    |   |  |  |
| Inscrits                 | Inscrits         | Inscrits       | 1 942 | 100,00 |    |   |  |  |
| Abstentions              | Abstentions      | Abstentions    | 695   | 35,79  |    |   |  |  |
| Votants                  | Votants          | Votants        | 1 247 | 64,21  |    |   |  |  |
| Blancs et nuls           | Blancs et nuls   | Blancs et nuls | 47    | 3,77   |    |   |  |  |
| Exprimés                 | Exprimés         | Exprimés       | 1 200 | 96,23  |    |   |  |  |
| * Liste du maire sortant |                  |                |       |        |    |   |  |  |

### La Suze-sur-Sarthe
- Maire sortant : Jean-Luc Godefroy
- 27 sièges à pourvoir au conseil municipal (population légale 2011 : 4 286 habitants)
- 4 sièges à pourvoir au conseil communautaire (CC du Val de Sarthe)

|                | Emmanuel D'aillières | DVD            | 1 113 | 51,62  | 21 | 3 |  |  |
|                | Marie Hamel-faure    | DVG            | 1 043 | 48,37  | 6  | 1 |  |  |
|                |                      |                |       |        |    |   |  |  |
| Inscrits       | Inscrits             | Inscrits       | 3 360 | 100,00 |    |   |  |  |
| Abstentions    | Abstentions          | Abstentions    | 1 092 | 32,50  |    |   |  |  |
| Votants        | Votants              | Votants        | 2 268 | 67,50  |    |   |  |  |
| Blancs et nuls | Blancs et nuls       | Blancs et nuls | 112   | 4,94   |    |   |  |  |
| Exprimés       | Exprimés             | Exprimés       | 2 156 | 95,06  |    |   |  |  |

### Laigné-en-Belin
- Maire sortant : Nathalie Dupont
- 19 sièges à pourvoir au conseil municipal (population légale 2011 : 2 374 habitants)
- 3 sièges à pourvoir au conseil communautaire (CC d'Orée de Bercé - Belinois)

|                          | Nathalie Dupont * | DVD            | 992   | 100,00 | 19 | 3 |  |  |
|                          |                   |                |       |        |    |   |  |  |
| Inscrits                 | Inscrits          | Inscrits       | 1 803 | 100,00 |    |   |  |  |
| Abstentions              | Abstentions       | Abstentions    | 676   | 37,49  |    |   |  |  |
| Votants                  | Votants           | Votants        | 1 127 | 62,51  |    |   |  |  |
| Blancs et nuls           | Blancs et nuls    | Blancs et nuls | 135   | 11,98  |    |   |  |  |
| Exprimés                 | Exprimés          | Exprimés       | 992   | 88,02  |    |   |  |  |
| * Liste du maire sortant |                   |                |       |        |    |   |  |  |

### Le Grand-Lucé
- Maire sortant : Pascal Dupuis
- 19 sièges à pourvoir au conseil municipal (population légale 2011 : 2 007 habitants)
- 8 sièges à pourvoir au conseil communautaire (CC Loir-Lucé-Bercé)

|                          | Pascal Dupuis * | DVD            | 657   | 68,22  | 16 | 7 |  |  |
|                          | Gérard Croiseau | UDI            | 306   | 31,77  | 3  | 1 |  |  |
|                          |                 |                |       |        |    |   |  |  |
| Inscrits                 | Inscrits        | Inscrits       | 1 419 | 100,00 |    |   |  |  |
| Abstentions              | Abstentions     | Abstentions    | 397   | 27,98  |    |   |  |  |
| Votants                  | Votants         | Votants        | 1 022 | 72,02  |    |   |  |  |
| Blancs et nuls           | Blancs et nuls  | Blancs et nuls | 59    | 5,77   |    |   |  |  |
| Exprimés                 | Exprimés        | Exprimés       | 963   | 94,23  |    |   |  |  |
| * Liste du maire sortant |                 |                |       |        |    |   |  |  |

### Le Lude
- Maire sortant : Monique Thermeau
- 27 sièges à pourvoir au conseil municipal (population légale 2011 : 3 999 habitants)
- 10 sièges à pourvoir au conseil communautaire (CC Sud Sarthe)

|                | Louis-Jean de Nicolaÿ | UMP            | 1 295 | 68,77  | 23 | 9 |  |  |
|                | Patrick Corvaisier    | DVG            | 588   | 31,22  | 4  | 1 |  |  |
|                |                       |                |       |        |    |   |  |  |
| Inscrits       | Inscrits              | Inscrits       | 2 949 | 100,00 |    |   |  |  |
| Abstentions    | Abstentions           | Abstentions    | 818   | 27,74  |    |   |  |  |
| Votants        | Votants               | Votants        | 2 131 | 72,26  |    |   |  |  |
| Blancs et nuls | Blancs et nuls        | Blancs et nuls | 248   | 11,64  |    |   |  |  |
| Exprimés       | Exprimés              | Exprimés       | 1 883 | 88,36  |    |   |  |  |

### Le Mans
- Maire sortant : Jean-Claude Boulard (PS)
- 55 sièges à pourvoir au conseil municipal (population légale 2011 : 143 240 habitants)
- 30 sièges à pourvoir au conseil communautaire (CU Le Mans Métropole)

| Tête de liste            | Tête de liste         | Liste          | Premier tour | Premier tour | Second tour | Second tour | Sièges | Sièges |
| Tête de liste            | Tête de liste         | Liste          | Voix         | %            | Voix        | %           | CM     | CC     |
| ------------------------ | --------------------- | -------------- | ------------ | ------------ | ----------- | ----------- | ------ | ------ |
|                          | Jean-Claude Boulard * | PS-EELV        | 16 270       | 34,73        | 23 030      | 45,74       | 40     | 22     |
|                          | Christelle Morançais  | UMP            | 9 904        | 21,14        | 21 504      | 42,70       | 12     | 7      |
|                          | Louis Noguès          | FN             | 7 142        | 15,24        | 5 815       | 11,54       | 3      | 1      |
|                          | Alain Pigeau          | UDI-UMP diss.  | 5 315        | 11,34        |             |             |        |        |
|                          | Ariane Henry          | FG             | 4 260        | 9,09         |             |             |        |        |
|                          | Michel Pezeril        | DVG            | 2 131        | 4,54         |             |             |        |        |
|                          | Yves Cheère           | LO             | 1 131        | 2,41         |             |             |        |        |
|                          | Pascal Le Port        | POI            | 686          | 1,46         |             |             |        |        |
|                          |                       |                |              |              |             |             |        |        |
| Inscrits                 | Inscrits              | Inscrits       | 92 636       | 100,00       | 92 643      | 100,00      |        |        |
| Abstentions              | Abstentions           | Abstentions    | 42 589       | 45,97        | 39 096      | 42,20       |        |        |
| Votants                  | Votants               | Votants        | 50 047       | 54,03        | 53 547      | 57,80       |        |        |
| Blancs et nuls           | Blancs et nuls        | Blancs et nuls | 3 208        | 6,41         | 3 198       | 5,97        |        |        |
| Exprimés                 | Exprimés              | Exprimés       | 46 839       | 93,59        | 50 349      | 94,03       |        |        |
| * Liste du maire sortant |                       |                |              |              |             |             |        |        |

### Loué
- Maire sortant : Dominique Croyeau
- 19 sièges à pourvoir au conseil municipal (population légale 2011 : 2 162 habitants)
- 5 sièges à pourvoir au conseil communautaire (LBN Communauté)

|                          | Dominique Croyeau * | DVG            | 663   | 100,00 | 19 | 5 |  |  |
|                          |                     |                |       |        |    |   |  |  |
| Inscrits                 | Inscrits            | Inscrits       | 1 465 | 100,00 |    |   |  |  |
| Abstentions              | Abstentions         | Abstentions    | 554   | 37,82  |    |   |  |  |
| Votants                  | Votants             | Votants        | 911   | 62,18  |    |   |  |  |
| Blancs et nuls           | Blancs et nuls      | Blancs et nuls | 248   | 27,22  |    |   |  |  |
| Exprimés                 | Exprimés            | Exprimés       | 663   | 72,78  |    |   |  |  |
| * Liste du maire sortant |                     |                |       |        |    |   |  |  |

### Mamers
- Maire sortant : Michel Corbin (PS)
- 29 sièges à pourvoir au conseil municipal (population légale 2011 : 5 464 habitants)
- 14 sièges à pourvoir au conseil communautaire (CC Maine Saosnois)

|                | Frédéric Beauchef     | UMP            | 1 336 | 53,87  | 23 | 11 |  |  |
|                | Emmanuel Chevreul     | DVG            | 881   | 35,52  | 5  | 3  |  |  |
|                | Cécile Bayle De Jessé | DVD            | 263   | 10,60  | 1  |    |  |  |
|                |                       |                |       |        |    |    |  |  |
| Inscrits       | Inscrits              | Inscrits       | 3 997 | 100,00 |    |    |  |  |
| Abstentions    | Abstentions           | Abstentions    | 1 436 | 35,93  |    |    |  |  |
| Votants        | Votants               | Votants        | 2 561 | 64,07  |    |    |  |  |
| Blancs et nuls | Blancs et nuls        | Blancs et nuls | 81    | 3,16   |    |    |  |  |
| Exprimés       | Exprimés              | Exprimés       | 2 480 | 96,84  |    |    |  |  |

### Marolles-les-Braults
- Maire sortant : Nicole Agasse
- 19 sièges à pourvoir au conseil municipal (population légale 2011 : 2 147 habitants)
- 7 sièges à pourvoir au conseil communautaire (CC Maine Saosnois)

|                | Jean-Michel Lefebvre | DVD            | 490   | 100,00 | 19 | 7 |  |  |
|                |                      |                |       |        |    |   |  |  |
| Inscrits       | Inscrits             | Inscrits       | 1 581 | 100,00 |    |   |  |  |
| Abstentions    | Abstentions          | Abstentions    | 592   | 37,44  |    |   |  |  |
| Votants        | Votants              | Votants        | 989   | 62,56  |    |   |  |  |
| Blancs et nuls | Blancs et nuls       | Blancs et nuls | 499   | 50,46  |    |   |  |  |
| Exprimés       | Exprimés             | Exprimés       | 490   | 49,54  |    |   |  |  |

### Mayet
- Maire sortant : Jean-Paul Beaudouin
- 23 sièges à pourvoir au conseil municipal (population légale 2011 : 3 194 habitants)
- 9 sièges à pourvoir au conseil communautaire (CC Sud Sarthe)

|                          | Jean-Paul Beaudoin * | DVD            | 765   | 53,68  | 18 | 7 |  |  |
|                          | Daniel Rousseau      | DVG            | 660   | 46,31  | 5  | 2 |  |  |
|                          |                      |                |       |        |    |   |  |  |
| Inscrits                 | Inscrits             | Inscrits       | 2 374 | 100,00 |    |   |  |  |
| Abstentions              | Abstentions          | Abstentions    | 792   | 33,36  |    |   |  |  |
| Votants                  | Votants              | Votants        | 1 582 | 66,64  |    |   |  |  |
| Blancs et nuls           | Blancs et nuls       | Blancs et nuls | 157   | 9,92   |    |   |  |  |
| Exprimés                 | Exprimés             | Exprimés       | 1 425 | 90,08  |    |   |  |  |
| * Liste du maire sortant |                      |                |       |        |    |   |  |  |

### Moncé-en-Belin
- Maire sortant : Michel Freslon
- 23 sièges à pourvoir au conseil municipal (population légale 2011 : 3 420 habitants)
- 5 sièges à pourvoir au conseil communautaire (CC d'Orée de Bercé - Belinois)

|                | Didier Pean    | SE             | 880   | 54,32  | 18 | 4 |  |  |
|                | Claudy Lagache | DVG            | 740   | 45,67  | 5  | 1 |  |  |
|                |                |                |       |        |    |   |  |  |
| Inscrits       | Inscrits       | Inscrits       | 2 521 | 100,00 |    |   |  |  |
| Abstentions    | Abstentions    | Abstentions    | 799   | 31,69  |    |   |  |  |
| Votants        | Votants        | Votants        | 1 722 | 68,31  |    |   |  |  |
| Blancs et nuls | Blancs et nuls | Blancs et nuls | 102   | 5,92   |    |   |  |  |
| Exprimés       | Exprimés       | Exprimés       | 1 620 | 94,08  |    |   |  |  |

### Montfort-le-Gesnois
- Maire sortant : Paul Glinche
- 23 sièges à pourvoir au conseil municipal (population légale 2011 : 3 064 habitants)
- 4 sièges à pourvoir au conseil communautaire (CC Le Gesnois Bilurien)

|                          | Paul Glinche *  | DVD            | 726   | 51,74  | 18 | 3 |  |  |
|                          | Philippe Plecis | DVG            | 677   | 48,25  | 5  | 1 |  |  |
|                          |                 |                |       |        |    |   |  |  |
| Inscrits                 | Inscrits        | Inscrits       | 2 125 | 100,00 |    |   |  |  |
| Abstentions              | Abstentions     | Abstentions    | 649   | 30,54  |    |   |  |  |
| Votants                  | Votants         | Votants        | 1 476 | 69,46  |    |   |  |  |
| Blancs et nuls           | Blancs et nuls  | Blancs et nuls | 73    | 4,95   |    |   |  |  |
| Exprimés                 | Exprimés        | Exprimés       | 1 403 | 95,05  |    |   |  |  |
| * Liste du maire sortant |                 |                |       |        |    |   |  |  |

### Mulsanne
- Maire sortant : Jean-Claude Ferre
- 27 sièges à pourvoir au conseil municipal (population légale 2011 : 4 409 habitants)
- 3 sièges à pourvoir au conseil communautaire (CU Le Mans Métropole)

| Tête de liste  | Tête de liste    | Liste          | Premier tour | Premier tour | Second tour | Second tour | Sièges | Sièges |
| Tête de liste  | Tête de liste    | Liste          | Voix         | %            | Voix        | %           | CM     | CC     |
| -------------- | ---------------- | -------------- | ------------ | ------------ | ----------- | ----------- | ------ | ------ |
|                | Jean-Yves Lecoq  | SE             | 1 058        | 45,40        | 1 330       | 56,54       | 21     | 2      |
|                | Géraud Guibert   | PS             | 718          | 30,81        | 1 022       | 43,45       | 6      | 1      |
|                | Jean Yves Dugast | FG             | 554          | 23,77        |             |             |        |        |
|                |                  |                |              |              |             |             |        |        |
| Inscrits       | Inscrits         | Inscrits       | 3 860        | 100,00       | 3 860       | 100,00      |        |        |
| Abstentions    | Abstentions      | Abstentions    | 1 416        | 36,68        | 1 417       | 36,71       |        |        |
| Votants        | Votants          | Votants        | 2 444        | 63,32        | 2 443       | 63,29       |        |        |
| Blancs et nuls | Blancs et nuls   | Blancs et nuls | 114          | 4,66         | 91          | 3,72        |        |        |
| Exprimés       | Exprimés         | Exprimés       | 2 330        | 95,34        | 2 352       | 96,28       |        |        |

### Neuville-sur-Sarthe
- Maire sortant : Véronique Cantin
- 19 sièges à pourvoir au conseil municipal (population légale 2011 : 2 388 habitants)
- 6 sièges à pourvoir au conseil communautaire (CC Maine Cœur de Sarthe)

|                          | Véronique Cantin * | DVD            | 1 047 | 100,00 | 19 | 6 |  |  |
|                          |                    |                |       |        |    |   |  |  |
| Inscrits                 | Inscrits           | Inscrits       | 1 906 | 100,00 |    |   |  |  |
| Abstentions              | Abstentions        | Abstentions    | 651   | 34,16  |    |   |  |  |
| Votants                  | Votants            | Votants        | 1 255 | 65,84  |    |   |  |  |
| Blancs et nuls           | Blancs et nuls     | Blancs et nuls | 208   | 16,57  |    |   |  |  |
| Exprimés                 | Exprimés           | Exprimés       | 1 047 | 83,43  |    |   |  |  |
| * Liste du maire sortant |                    |                |       |        |    |   |  |  |

### Noyen-sur-Sarthe
- Maire sortant : Jean Louis Coutanceau
- 23 sièges à pourvoir au conseil municipal (population légale 2011 : 2 632 habitants)
- 6 sièges à pourvoir au conseil communautaire (LBN Communauté)

|                | Jean-Louis Morice | DVG            | 953   | 100,00 | 23 | 6 |  |  |
|                |                   |                |       |        |    |   |  |  |
| Inscrits       | Inscrits          | Inscrits       | 1 927 | 100,00 |    |   |  |  |
| Abstentions    | Abstentions       | Abstentions    | 712   | 36,95  |    |   |  |  |
| Votants        | Votants           | Votants        | 1 215 | 63,05  |    |   |  |  |
| Blancs et nuls | Blancs et nuls    | Blancs et nuls | 262   | 21,56  |    |   |  |  |
| Exprimés       | Exprimés          | Exprimés       | 953   | 78,44  |    |   |  |  |

### Parcé-sur-Sarthe
- Maire sortant : Jacques Estival
- 19 sièges à pourvoir au conseil municipal (population légale 2011 : 2 109 habitants)
- 3 sièges à pourvoir au conseil communautaire (CC du Pays Sabolien)

|                          | Michel Gendry     | DVD            | 619   | 57,42  | 15 | 2 |  |  |
|                          | Jacques Estival * | UDI            | 459   | 42,57  | 4  | 1 |  |  |
|                          |                   |                |       |        |    |   |  |  |
| Inscrits                 | Inscrits          | Inscrits       | 1 642 | 100,00 |    |   |  |  |
| Abstentions              | Abstentions       | Abstentions    | 504   | 30,69  |    |   |  |  |
| Votants                  | Votants           | Votants        | 1 138 | 69,31  |    |   |  |  |
| Blancs et nuls           | Blancs et nuls    | Blancs et nuls | 60    | 5,27   |    |   |  |  |
| Exprimés                 | Exprimés          | Exprimés       | 1 078 | 94,73  |    |   |  |  |
| * Liste du maire sortant |                   |                |       |        |    |   |  |  |

### Parigné-l'Évêque
- Maire sortant : Guy Lubias
- 27 sièges à pourvoir au conseil municipal (population légale 2011 : 4 811 habitants)
- 9 sièges à pourvoir au conseil communautaire (CC du Sud-Est du Pays Manceau)

|                          | Guy Lubias *    | SE             | 1 406 | 56,26  | 21 | 7 |  |  |
|                          | Nicolas Rouanet | DVD            | 1 093 | 43,73  | 6  | 2 |  |  |
|                          |                 |                |       |        |    |   |  |  |
| Inscrits                 | Inscrits        | Inscrits       | 3 705 | 100,00 |    |   |  |  |
| Abstentions              | Abstentions     | Abstentions    | 1 111 | 29,99  |    |   |  |  |
| Votants                  | Votants         | Votants        | 2 594 | 70,01  |    |   |  |  |
| Blancs et nuls           | Blancs et nuls  | Blancs et nuls | 95    | 3,66   |    |   |  |  |
| Exprimés                 | Exprimés        | Exprimés       | 2 499 | 96,34  |    |   |  |  |
| * Liste du maire sortant |                 |                |       |        |    |   |  |  |

### Précigné
- Maire sortant : Francis Plot
- 23 sièges à pourvoir au conseil municipal (population légale 2011 : 3 106 habitants)
- 4 sièges à pourvoir au conseil communautaire (CC du Pays Sabolien)

|                | Jean-François Zalesny | DVD            | 988   | 74,06  | 20 | 4 |  |  |
|                | Patrick Sailly        | DVD            | 346   | 25,93  | 3  |   |  |  |
|                |                       |                |       |        |    |   |  |  |
| Inscrits       | Inscrits              | Inscrits       | 2 063 | 100,00 |    |   |  |  |
| Abstentions    | Abstentions           | Abstentions    | 600   | 29,08  |    |   |  |  |
| Votants        | Votants               | Votants        | 1 463 | 70,92  |    |   |  |  |
| Blancs et nuls | Blancs et nuls        | Blancs et nuls | 129   | 8,82   |    |   |  |  |
| Exprimés       | Exprimés              | Exprimés       | 1 334 | 91,18  |    |   |  |  |

### Roézé-sur-Sarthe
- Maire sortant : Michel Bonhommet
- 23 sièges à pourvoir au conseil municipal (population légale 2011 : 2 828 habitants)
- 3 sièges à pourvoir au conseil communautaire (CC du Val de Sarthe)

|                | Catherine Taureau  | DVD            | 934   | 68,57  | 20 | 3 |  |  |
|                | Pierre-Yves Rouxin | DVG            | 428   | 31,42  | 3  |   |  |  |
|                |                    |                |       |        |    |   |  |  |
| Inscrits       | Inscrits           | Inscrits       | 2 021 | 100,00 |    |   |  |  |
| Abstentions    | Abstentions        | Abstentions    | 620   | 30,68  |    |   |  |  |
| Votants        | Votants            | Votants        | 1 401 | 69,32  |    |   |  |  |
| Blancs et nuls | Blancs et nuls     | Blancs et nuls | 39    | 2,78   |    |   |  |  |
| Exprimés       | Exprimés           | Exprimés       | 1 362 | 97,22  |    |   |  |  |

### Rouillon
- Maire sortant : Daniel Lecroc
- 19 sièges à pourvoir au conseil municipal (population légale 2011 : 2 234 habitants)
- 2 sièges à pourvoir au conseil communautaire (CU Le Mans Métropole)

|                | Gilles Josselin | DVD            | 911   | 100,00 | 19 | 2 |  |  |
|                |                 |                |       |        |    |   |  |  |
| Inscrits       | Inscrits        | Inscrits       | 1 828 | 100,00 |    |   |  |  |
| Abstentions    | Abstentions     | Abstentions    | 771   | 42,18  |    |   |  |  |
| Votants        | Votants         | Votants        | 1 057 | 57,82  |    |   |  |  |
| Blancs et nuls | Blancs et nuls  | Blancs et nuls | 146   | 13,81  |    |   |  |  |
| Exprimés       | Exprimés        | Exprimés       | 911   | 86,19  |    |   |  |  |

### Ruaudin
- Maire sortant : Alain Delafoy
- 23 sièges à pourvoir au conseil municipal (population légale 2011 : 3 347 habitants)
- 2 sièges à pourvoir au conseil communautaire (CU Le Mans Métropole)

|                          | Samuel Chevallier     | DVD            | 1 019 | 55,41  | 19 | 2 |  |  |
|                          | Alain Delafoy *       | PS             | 543   | 29,52  | 3  |   |  |  |
|                          | Roger Dominique Parmé | SE             | 147   | 7,99   | 1  |   |  |  |
|                          | Philippe Lisembart    | DVG            | 130   | 7,06   |    |   |  |  |
|                          |                       |                |       |        |    |   |  |  |
| Inscrits                 | Inscrits              | Inscrits       | 2 650 | 100,00 |    |   |  |  |
| Abstentions              | Abstentions           | Abstentions    | 748   | 28,23  |    |   |  |  |
| Votants                  | Votants               | Votants        | 1 902 | 71,77  |    |   |  |  |
| Blancs et nuls           | Blancs et nuls        | Blancs et nuls | 63    | 3,31   |    |   |  |  |
| Exprimés                 | Exprimés              | Exprimés       | 1 839 | 96,69  |    |   |  |  |
| * Liste du maire sortant |                       |                |       |        |    |   |  |  |

### Sablé-sur-Sarthe
- Maire sortant : Marc Joulaud (UMP)
- 33 sièges à pourvoir au conseil municipal (population légale 2011 : 12 324 habitants)
- 16 sièges à pourvoir au conseil communautaire (CC du Pays Sabolien)

|                          | Marc Joulaud * | UMP            | 2 674 | 68,30  | 28 | 14 |  |  |
|                          | Claire Belot   | DVG            | 1 241 | 31,69  | 5  | 2  |  |  |
|                          |                |                |       |        |    |    |  |  |
| Inscrits                 | Inscrits       | Inscrits       | 8 292 | 100,00 |    |    |  |  |
| Abstentions              | Abstentions    | Abstentions    | 3 928 | 47,37  |    |    |  |  |
| Votants                  | Votants        | Votants        | 4 364 | 52,63  |    |    |  |  |
| Blancs et nuls           | Blancs et nuls | Blancs et nuls | 449   | 10,29  |    |    |  |  |
| Exprimés                 | Exprimés       | Exprimés       | 3 915 | 89,71  |    |    |  |  |
| * Liste du maire sortant |                |                |       |        |    |    |  |  |

### Saint-Calais
- Maire sortant : Michel Letellier-Canu
- 23 sièges à pourvoir au conseil municipal (population légale 2011 : 3 357 habitants)
- 8 sièges à pourvoir au conseil communautaire (CC des Vallées de la Braye et de l'Anille)

|                          | Léonard Gaschet         | DVD            | 753   | 51,25  | 18 | 6 |  |  |
|                          | Michel Letellier-Canu * | DVG            | 716   | 48,74  | 5  | 2 |  |  |
|                          |                         |                |       |        |    |   |  |  |
| Inscrits                 | Inscrits                | Inscrits       | 2 263 | 100,00 |    |   |  |  |
| Abstentions              | Abstentions             | Abstentions    | 702   | 31,02  |    |   |  |  |
| Votants                  | Votants                 | Votants        | 1 561 | 68,98  |    |   |  |  |
| Blancs et nuls           | Blancs et nuls          | Blancs et nuls | 92    | 5,89   |    |   |  |  |
| Exprimés                 | Exprimés                | Exprimés       | 1 469 | 94,11  |    |   |  |  |
| * Liste du maire sortant |                         |                |       |        |    |   |  |  |

### Saint-Gervais-en-Belin
- Maire sortant : Bruno Lecomte
- 19 sièges à pourvoir au conseil municipal (population légale 2011 : 2 112 habitants)
- 3 sièges à pourvoir au conseil communautaire (CC d'Orée de Bercé - Belinois)

|                          | Bruno Lecomte *   | DVG            | 574   | 50,84  | 15 | 2 |  |  |
|                          | Michel Derouineau | DVG            | 555   | 49,15  | 4  | 1 |  |  |
|                          |                   |                |       |        |    |   |  |  |
| Inscrits                 | Inscrits          | Inscrits       | 1 693 | 100,00 |    |   |  |  |
| Abstentions              | Abstentions       | Abstentions    | 307   | 18,13  |    |   |  |  |
| Votants                  | Votants           | Votants        | 1 386 | 81,87  |    |   |  |  |
| Blancs et nuls           | Blancs et nuls    | Blancs et nuls | 257   | 18,54  |    |   |  |  |
| Exprimés                 | Exprimés          | Exprimés       | 1 129 | 81,46  |    |   |  |  |
| * Liste du maire sortant |                   |                |       |        |    |   |  |  |

### Saint-Mars-d'Outillé
- Maire sortant : Laurent Taupin
- 19 sièges à pourvoir au conseil municipal (population légale 2011 : 2 285 habitants)
- 4 sièges à pourvoir au conseil communautaire (CC du Sud-Est du Pays Manceau)

|                          | Laurent Taupin * | DVD            | 788   | 100,00 | 19 | 4 |  |  |
|                          |                  |                |       |        |    |   |  |  |
| Inscrits                 | Inscrits         | Inscrits       | 1 731 | 100,00 |    |   |  |  |
| Abstentions              | Abstentions      | Abstentions    | 721   | 41,65  |    |   |  |  |
| Votants                  | Votants          | Votants        | 1 010 | 58,35  |    |   |  |  |
| Blancs et nuls           | Blancs et nuls   | Blancs et nuls | 222   | 21,98  |    |   |  |  |
| Exprimés                 | Exprimés         | Exprimés       | 788   | 78,02  |    |   |  |  |
| * Liste du maire sortant |                  |                |       |        |    |   |  |  |

### Saint-Mars-la-Brière
- Maire sortant : Claude Drouaux
- 19 sièges à pourvoir au conseil municipal (population légale 2011 : 2 450 habitants)
- 4 sièges à pourvoir au conseil communautaire (CC Le Gesnois Bilurien)

| Tête de liste  | Tête de liste      | Liste          | Premier tour | Premier tour | Second tour | Second tour | Sièges | Sièges |
| Tête de liste  | Tête de liste      | Liste          | Voix         | %            | Voix        | %           | CM     | CC     |
| -------------- | ------------------ | -------------- | ------------ | ------------ | ----------- | ----------- | ------ | ------ |
|                | Patrice Vernhettes | DVG            | 390          | 34,36        | 426         | 35,17       | 13     | 3      |
|                | Jimmy Le Got       | DVG            | 383          | 33,74        | 402         | 33,19       | 3      | 1      |
|                | Claude Leproust    | DVG            | 362          | 31,89        | 383         | 31,62       | 3      |        |
|                |                    |                |              |              |             |             |        |        |
| Inscrits       | Inscrits           | Inscrits       | 1 889        | 100,00       | 1 889       | 100,00      |        |        |
| Abstentions    | Abstentions        | Abstentions    | 657          | 34,78        | 631         | 33,40       |        |        |
| Votants        | Votants            | Votants        | 1 232        | 65,22        | 1 258       | 66,60       |        |        |
| Blancs et nuls | Blancs et nuls     | Blancs et nuls | 97           | 7,87         | 47          | 3,74        |        |        |
| Exprimés       | Exprimés           | Exprimés       | 1 135        | 92,13        | 1 211       | 96,26       |        |        |

### Saint-Saturnin
- Maire sortant : Bruno Jannin
- 23 sièges à pourvoir au conseil municipal (population légale 2011 : 2 528 habitants)
- 2 sièges à pourvoir au conseil communautaire (CU Le Mans Métropole)

| Tête de liste            | Tête de liste  | Liste          | Premier tour | Premier tour | Second tour | Second tour | Sièges | Sièges |
| Tête de liste            | Tête de liste  | Liste          | Voix         | %            | Voix        | %           | CM     | CC     |
| ------------------------ | -------------- | -------------- | ------------ | ------------ | ----------- | ----------- | ------ | ------ |
|                          | Yvan Goulette  | DVD            | 446          | 37,54        | 456         | 37,40       | 16     | 2      |
|                          | Bruno Jannin * | DVD            | 389          | 32,74        | 376         | 30,84       | 3      |        |
|                          | José Rivière   | DVD            | 353          | 29,71        | 387         | 31,74       | 4      |        |
|                          |                |                |              |              |             |             |        |        |
| Inscrits                 | Inscrits       | Inscrits       | 1 806        | 100,00       | 1 806       | 100,00      |        |        |
| Abstentions              | Abstentions    | Abstentions    | 561          | 31,06        | 549         | 30,40       |        |        |
| Votants                  | Votants        | Votants        | 1 245        | 68,94        | 1 257       | 69,60       |        |        |
| Blancs et nuls           | Blancs et nuls | Blancs et nuls | 57           | 4,58         | 38          | 3,02        |        |        |
| Exprimés                 | Exprimés       | Exprimés       | 1 188        | 95,42        | 1 219       | 96,98       |        |        |
| * Liste du maire sortant |                |                |              |              |             |             |        |        |

### Sainte-Jamme-sur-Sarthe
- Maire sortant : Bernard Pleuvry
- 19 sièges à pourvoir au conseil municipal (population légale 2011 : 2 080 habitants)
- 6 sièges à pourvoir au conseil communautaire (CC Maine Cœur de Sarthe)

|                | Jean-Luc Suhard | DVG            | 552   | 100,00 | 19 | 6 |  |  |
|                |                 |                |       |        |    |   |  |  |
| Inscrits       | Inscrits        | Inscrits       | 1 466 | 100,00 |    |   |  |  |
| Abstentions    | Abstentions     | Abstentions    | 595   | 40,59  |    |   |  |  |
| Votants        | Votants         | Votants        | 871   | 59,41  |    |   |  |  |
| Blancs et nuls | Blancs et nuls  | Blancs et nuls | 319   | 36,62  |    |   |  |  |
| Exprimés       | Exprimés        | Exprimés       | 552   | 63,38  |    |   |  |  |

### Sargé-lès-le-Mans
- Maire sortant : Marcel Mortreau
- 27 sièges à pourvoir au conseil municipal (population légale 2011 : 3 509 habitants)
- 2 sièges à pourvoir au conseil communautaire (CU Le Mans Métropole)

|                          | Marcel Mortreau * | DVD            | 1 272 | 67,26  | 23 | 2 |  |  |
|                          | René Armange      | DVG            | 619   | 32,73  | 4  |   |  |  |
|                          |                   |                |       |        |    |   |  |  |
| Inscrits                 | Inscrits          | Inscrits       | 3 252 | 100,00 |    |   |  |  |
| Abstentions              | Abstentions       | Abstentions    | 1 249 | 38,41  |    |   |  |  |
| Votants                  | Votants           | Votants        | 2 003 | 61,59  |    |   |  |  |
| Blancs et nuls           | Blancs et nuls    | Blancs et nuls | 112   | 5,59   |    |   |  |  |
| Exprimés                 | Exprimés          | Exprimés       | 1 891 | 94,41  |    |   |  |  |
| * Liste du maire sortant |                   |                |       |        |    |   |  |  |

### Savigné-l'Évêque
- Maire sortant : Philippe Metivier
- 27 sièges à pourvoir au conseil municipal (population légale 2011 : 4 025 habitants)
- 5 sièges à pourvoir au conseil communautaire (CC Le Gesnois Bilurien)

|                          | Philippe Metivier * | UMP            | 1 374 | 62,11  | 22 | 4 |  |  |
|                          | Martial Latimier    | DVG            | 838   | 37,88  | 5  | 1 |  |  |
|                          |                     |                |       |        |    |   |  |  |
| Inscrits                 | Inscrits            | Inscrits       | 3 478 | 100,00 |    |   |  |  |
| Abstentions              | Abstentions         | Abstentions    | 1 146 | 32,95  |    |   |  |  |
| Votants                  | Votants             | Votants        | 2 332 | 67,05  |    |   |  |  |
| Blancs et nuls           | Blancs et nuls      | Blancs et nuls | 120   | 5,15   |    |   |  |  |
| Exprimés                 | Exprimés            | Exprimés       | 2 212 | 94,85  |    |   |  |  |
| * Liste du maire sortant |                     |                |       |        |    |   |  |  |

### Sillé-le-Guillaume
- Maire sortant : Jean-Marie Hoguet
- 19 sièges à pourvoir au conseil municipal (population légale 2011 : 2 367 habitants)
- 5 sièges à pourvoir au conseil communautaire (CC de la Champagne Conlinoise et du Pays de Sillé)

|                | Gérard Galpin       | DVD            | 788   | 67,23  | 16 | 5 |  |  |
|                | Annick Courtecuisse | DVD            | 384   | 32,76  | 3  |   |  |  |
|                |                     |                |       |        |    |   |  |  |
| Inscrits       | Inscrits            | Inscrits       | 1 653 | 100,00 |    |   |  |  |
| Abstentions    | Abstentions         | Abstentions    | 444   | 26,86  |    |   |  |  |
| Votants        | Votants             | Votants        | 1 209 | 73,14  |    |   |  |  |
| Blancs et nuls | Blancs et nuls      | Blancs et nuls | 37    | 3,06   |    |   |  |  |
| Exprimés       | Exprimés            | Exprimés       | 1 172 | 96,94  |    |   |  |  |

### Spay
- Maire sortant : Marc Gabay
- 23 sièges à pourvoir au conseil municipal (population légale 2011 : 2 890 habitants)
- 3 sièges à pourvoir au conseil communautaire (CC du Val de Sarthe)

|                          | Jean-Yves Avignon | DVD            | 852   | 51,98  | 18 | 2 |  |  |
|                          | Marc Gabay *      | DVD            | 787   | 48,01  | 5  | 1 |  |  |
|                          |                   |                |       |        |    |   |  |  |
| Inscrits                 | Inscrits          | Inscrits       | 2 296 | 100,00 |    |   |  |  |
| Abstentions              | Abstentions       | Abstentions    | 577   | 25,13  |    |   |  |  |
| Votants                  | Votants           | Votants        | 1 719 | 74,87  |    |   |  |  |
| Blancs et nuls           | Blancs et nuls    | Blancs et nuls | 80    | 4,65   |    |   |  |  |
| Exprimés                 | Exprimés          | Exprimés       | 1 639 | 95,35  |    |   |  |  |
| * Liste du maire sortant |                   |                |       |        |    |   |  |  |

### Teloché
- Maire sortant : Françoise Gaignon
- 23 sièges à pourvoir au conseil municipal (population légale 2011 : 3 020 habitants)
- 4 sièges à pourvoir au conseil communautaire (CC d'Orée de Bercé - Belinois)

|                          | Gérard Lambert      | DVG            | 1 242 | 78,06  | 21 | 4 |  |  |
|                          | Françoise Gaignon * | DVG            | 349   | 21,93  | 2  |   |  |  |
|                          |                     |                |       |        |    |   |  |  |
| Inscrits                 | Inscrits            | Inscrits       | 2 317 | 100,00 |    |   |  |  |
| Abstentions              | Abstentions         | Abstentions    | 677   | 29,22  |    |   |  |  |
| Votants                  | Votants             | Votants        | 1 640 | 70,78  |    |   |  |  |
| Blancs et nuls           | Blancs et nuls      | Blancs et nuls | 49    | 2,99   |    |   |  |  |
| Exprimés                 | Exprimés            | Exprimés       | 1 591 | 97,01  |    |   |  |  |
| * Liste du maire sortant |                     |                |       |        |    |   |  |  |

### Vibraye
- Maire sortant : Jacky Breton
- 23 sièges à pourvoir au conseil municipal (population légale 2011 : 2 613 habitants)
- 6 sièges à pourvoir au conseil communautaire (CC des Vallées de la Braye et de l'Anille)

|                | Jean-Marc Blot | DVG            | 843   | 100,00 | 23 | 6 |  |  |
|                |                |                |       |        |    |   |  |  |
| Inscrits       | Inscrits       | Inscrits       | 1 922 | 100,00 |    |   |  |  |
| Abstentions    | Abstentions    | Abstentions    | 652   | 33,92  |    |   |  |  |
| Votants        | Votants        | Votants        | 1 270 | 66,08  |    |   |  |  |
| Blancs et nuls | Blancs et nuls | Blancs et nuls | 427   | 33,62  |    |   |  |  |
| Exprimés       | Exprimés       | Exprimés       | 843   | 66,38  |    |   |  |  |

### Yvré-l'Évêque
- Maire sortant : Jean-Luc Fontaine
- 27 sièges à pourvoir au conseil municipal (population légale 2011 : 4 336 habitants)
- 3 sièges à pourvoir au conseil communautaire (CU Le Mans Métropole)

|                          | Dominique Aubin     | DVD            | 1 115 | 50,54  | 21 | 2 |  |  |
|                          | Jean-Luc Fontaine * | PS             | 1 091 | 49,45  | 6  | 1 |  |  |
|                          |                     |                |       |        |    |   |  |  |
| Inscrits                 | Inscrits            | Inscrits       | 3 555 | 100,00 |    |   |  |  |
| Abstentions              | Abstentions         | Abstentions    | 1 205 | 33,90  |    |   |  |  |
| Votants                  | Votants             | Votants        | 2 350 | 66,10  |    |   |  |  |
| Blancs et nuls           | Blancs et nuls      | Blancs et nuls | 144   | 6,13   |    |   |  |  |
| Exprimés                 | Exprimés            | Exprimés       | 2 206 | 93,87  |    |   |  |  |
| * Liste du maire sortant |                     |                |       |        |    |   |  |  |